# Gyoerffyella speciosa
Gyoerffyella speciosa är en svampart som först beskrevs av K. Miura, och fick sitt nu gällande namn av Dudka 1974. Gyoerffyella speciosa ingår i släktet Gyoerffyella, divisionen sporsäcksvampar och riket svampar.   Inga underarter finns listade i Catalogue of Life.